# Hôtel de ville de Dugny
L'hôtel de ville de Dugny est le principal bâtiment administratif de la ville de Dugny, en Seine-Saint-Denis. Il est situé rue de la Résistance.

## Historique
L'opération Starkey, bombardement stratégique opéré par les Alliés qui visait l'aéroport du Bourget, détruisit la ville à plus de 95%.
Les dégâts sont telles que les autorités envisagent d'abandonner la ville, mais en février 1946, l'architecte Louis Kehr et la Coopérative de reconstruction établissent un plan qui, soutenu par les habitants, permet à Dugny de renaître en 1951. Le nouvel hôtel de ville et l'école Victor-Hugo sont alors bâtis en 1952.

## Description
Ce bâtiment de deux étages, typique de la reconstruction d'après-guerre, n'a pas de style architectural spécifique.